# V̈
V̈, v̈ (V с умлаутом) — буква расширенной латиницы. Используется в письменностях двух языков запада острова Эспириту-Санто — араки, где обозначает звук [ð̼/β/ð] и является 23-й буквой алфавита, и мафеа, где обозначает язычно-губной [ð̼]. В этих языках с аналогичным фонетическим значением также употребляются буквы M̈ и P̈.

## Кодировка
В качестве отдельного символа буква в Юникод не включена. Используя комбинируемый диакритический знак умлаута, символ представляется как последовательность шестнадцатеричных кодов 0056 для заглавной либо 0076 для строчной буквы V и 0308 для умлаута сверху.